# (39146) 2000 WV90
2000 دابليو في 90 (ويعرف أيضًا باسم (39146) 2000 دابليو في 90 وفق تسمية الكوكب الصغير) (بالإنجليزية: 2000 WV90)‏ هو كويكب ضمن حزام الكويكبات؛ وترتيبه 39146 من حيث الاكتشاف.
اكتُشف هذا الجُرم الفلكي بواسطة بحث لنكولن عن الكويكبات القريبة من الأرض في 21 نوفمبر 2000.

## وصلات خارجية
- (39146) 2000 WV90 في قاعدة بيانات مختبر الدفع النفاث لأجرام النظام الشمسي الصغيرة

- الاكتشاف · مخطط المدار ·  العناصر المدارية · المعلمات المادية

- (39146) 2000 WV90 على موقع ويكي سكاي: DSS2, SDSS, GALEX, IRAS, Hydrogen α, X-Ray, Astrophoto, Sky Map, Articles and images